# Торано (Маса-Карара)
Торано је насеље у Италији у округу Маса-Карара, региону Тоскана.
Према процени из 2011. у насељу је живело 670 становника. Насеље се налази на надморској висини од 175 м.